# Epizeuxis laurentii
Epizeuxis laurentii är en fjärilsart som beskrevs av Smith 1893. Epizeuxis laurentii ingår i släktet Epizeuxis och familjen nattflyn. Inga underarter finns listade i Catalogue of Life.